# 弗萊徹鎮區 (阿肯色州密西西比縣)
弗萊徹鎮區（英語：Fletcher Township）是位於美國阿肯色州密西西比縣的一個行政鎮區。

## 地方資料
弗萊徹鎮區的面積為161.19平方千米，當中陸地面積為155.97平方千米，而水域面積為5.22平方千米。根據2010年美國人口普查的數據，當地共有人口1647人，而人口密度為每平方千米10.22人。